# Бошате, Фернанда
Фернанда Бошате-Франк (фр. Fernande Bochatay-Frank; род. 23 января 1946, Марешот) — швейцарская горнолыжница, выступавшая в слаломе, гигантском слаломе и скоростном спуске. Представляла сборную Швейцарии по горнолыжному спорту в 1963—1969 годах, бронзовая призёрка Олимпийских игр в Гренобле, бронзовая призёрка чемпионата мира, победительница трёх этапов Кубка мира, семикратная чемпионка швейцарского национального первенства.

## Биография
Фернанда Бошате родилась 23 января 1946 года в деревне Марешот кантона Вале, Швейцария.
В 1963 году в возрасте семнадцати лет вошла в основной состав швейцарской национальной сборной и благодаря череде удачных выступлений удостоилась права защищать честь страны на зимних Олимпийских играх 1964 года в Инсбруке (была самой молодой швейцарской лыжницей на этих Играх). В слаломе не смогла финишировать в первой попытке и не показала никакого результата, в программе гигантского слалома заняла девятое место.
После инсбрукской Олимпиады Бошате осталась в главной горнолыжной команде Швейцарии и продолжила принимать участие в крупнейших международных соревнованиях. Так, в 1966 году она побывала на чемпионате мира в Портильо, где заняла шестнадцатое место в слаломе.
С появлением в 1967 году Кубка мира по горнолыжному спорту сразу же стала активной его участницей, в течение трёх сезонов в общей сложности 18 раз попадала в десятку лучших, семь раз поднималась на пьедестал почёта различных этапов, в том числе три этапа выиграла. Наивысшая позиция в зачёте слалома — второе место, в общем зачёте всех дисциплин — пятое место. Является, помимо всего прочего, семикратной чемпионкой Швейцарии в разных горнолыжных дисциплинах.
Находясь в числе лидеров швейцарской национальной сборной, Фернанда Бошате благополучно прошла отбор на Олимпийские игры 1968 года в Гренобле. На сей раз показала седьмой результат в скоростном спуске, была дисквалифицирована во время первой попытки слалома, тогда как в гигантском слаломе завоевала бронзовую олимпийскую медаль, пропустив вперёд только канадку Нэнси Грин и француженку Анни Фамоз. Поскольку на этих Играх разыгрывалось также мировое первенство, дополнительно стала бронзовой призёркой чемпионата мира.
В 1969 году, будучи уже замужем, приняла решение завершить спортивную карьеру, чтобы больше времени уделять семье. Родила троих детей и, несмотря на завершение спортивной карьеры, занималась горными лыжами в течение многих последующих лет, в частности обучала этой дисциплине своих внуков.
Её племянник Николя Бошате добился определённых успехов в горнолыжных соревнованиях на скорость, получил широкую известность после того как насмерть разбился во время Олимпийских игр 1992 года в Альбервиле.